# Oberrheinisches Tabakmuseum Mahlberg
Das Oberrheinische Tabakmuseum Mahlberg wurde 1992 gegründet und befindet sich in Mahlberg  in Baden-Württemberg. Es zeigt die Kulturgeschichte des Tabaks, der in der Region früher wirtschaftlich bedeutend war.
In den Räumen einer ehemaligen Zigarrenfabrik (vier Etagen nebst Tabakschopf) sind auf 1.500 m² die Exponate ausgestellt.